# Requínoa
Requínoa – miasto w Chile, w regionie O’Higgins, w prowincji Cachapoal.